# Щапов, Борис Дмитриевич
Бори́с Дми́триевич Ща́пов (17 февраля 1921 — 30 мая 1944) — участник Великой Отечественной войны, Герой Советского Союза. Старший лётчик 144-го гвардейского штурмового авиационного полка (9-й гвардейской Красноградской штурмовой авиационной дивизии, 1-го гвардейского Кировоградского штурмового авиационного корпуса, 5-й воздушной армии, 2-го Украинского фронта), гвардии младший лейтенант.

## Биография
Родился 17 февраля 1921 года в городе Нерехта (ныне Костромской области) в семье рабочего-литейщика. Русский. В начале 1930-х годов с родителями переехал в город Ярославль, где после окончания восьмого класса школы № 36 работал на автомобильном и шинном заводах. В 1939 году поступил в Ярославский аэроклуб, по окончании которого в числе лучших выпускников был направлен в лётное училище.
В Красной Армии с 1940 года. Начало Великой Отечественной войны встретил курсантом Балашовской военной авиационной школы. По окончании учёбы просился в строевую часть, но получил направление пилотом-инструктором в Оренбургскую (Чкаловскую) школу лётчиков, затем был переведён в Бугурусланскую школу. Два года лётчик-инструктор Щапов находился в тылу и занимался подготовкой молодых пилотов для фронта.
Летом 1943 года добился отправки в действующую армию. В июле 1943 года прибыл в 800-й (с 5 февраля 1944 года — 144-й гвардейский) штурмовой авиационный полк. К марту 1944 года, менее чем за год пребывания на фронте, гвардии младший лейтенант Щапов совершил 133 боевых вылета на штурмовку войск противника. В 53-х воздушных боях и на земле уничтожил 8 вражеских самолетов. Во время Курской битвы он сделал 10 боевых вылетов и был награждён орденом Отечественной войны 2 степени. Участвовал в Кировоградской операции.
Погиб 30 мая 1944 года во время нанесения штурмового удара по танковой колонне врага севернее города Яссы (Румыния).

## Награды
Указом Президиума Верховного Совета СССР от 19 августа 1944 года за образцовое выполнение заданий командования и проявленные мужество и героизм в боях с немецко-фашистскими захватчиками гвардии младшему лейтенанту Щапову Борису Дмитриевичу присвоено звание Героя Советского Союза.
Награждён орденом Ленина, двумя орденами Красного Знамени, орденами Отечественной войны 2-й степени, Славы 3-й степени.

## Память
Именем Б. Д. Щапова названы улицы в Нерехте и Ярославле. На здании школы, аэроклуба и доме, в котором он жил, установлены мемориальные доски.